# Сульфид меди(II)
Сульфид меди(II) (моносульфид меди) — CuS, неорганическое бинарное соединение двухвалентной меди с серой. Чёрное, нерастворимое в воде и разбавленных растворах кислот вещество. Встречается в природе в виде редкого минерала ковеллина.
Получают прямым взаимодействием элементов или обменной реакцией солей двухвалентной меди с водорастворимыми сульфидами.
Полученный сухим путём (теплота образования из элементов 12 ккал/моль)
сульфид меди довольно хорошо проводит электрический ток (а ниже 1,66 K
становится сверхпроводником). Рентгеноструктурное исследование его кристаллов выявило их совершенно особую и сложную структуру: Одна треть атомов меди находится
в центрах треугольников из атомов серы [d (CuS) = 2,19 Å], а две трети — в центрах
тетраэдров [d (CuS) = 2,32 Å]; кроме того, две трети атомов серы представлены группировками S2 ([S2]2−), подобными имеющимся в пирите. В связи с этим строение кристалла CuS можно было бы уточнённо выразить формулой
{\displaystyle {\stackrel {I}{\mbox{Cu}}}_{4}{\stackrel {II}{\mbox{Cu}}}_{2}[{\stackrel {-1}{\mbox{S}}}_{2}]_{2}{\stackrel {-2}{\mbox{S}}}_{2}}.
Около 400 °C наступает заметное разложение сульфида по схеме 2CuS == Cu2S + S
(давление диссоциации при 450 °C равно 80 мм рт. ст.). Известны также полисульфидные
производные меди Cu2Sn (где n = 3 ÷ 6; а также CuS2) и её селенид CuSe (теплота образования из элементов 10 ккал/моль). Взаимодействием CuSO4 с насыщенным серой раствором полисульфида могут быть получены довольно устойчивые красные кристаллы тиосолей типа MCuS. (где M — NH4, K, Rb, Cs). Наименее растворима из них соль цезия.

#### Получение
{\displaystyle {\mathsf {Na_{2}S+CuSO_{4}\rightarrow CuS+Na_{2}SO_{4}}}}